# John Dee

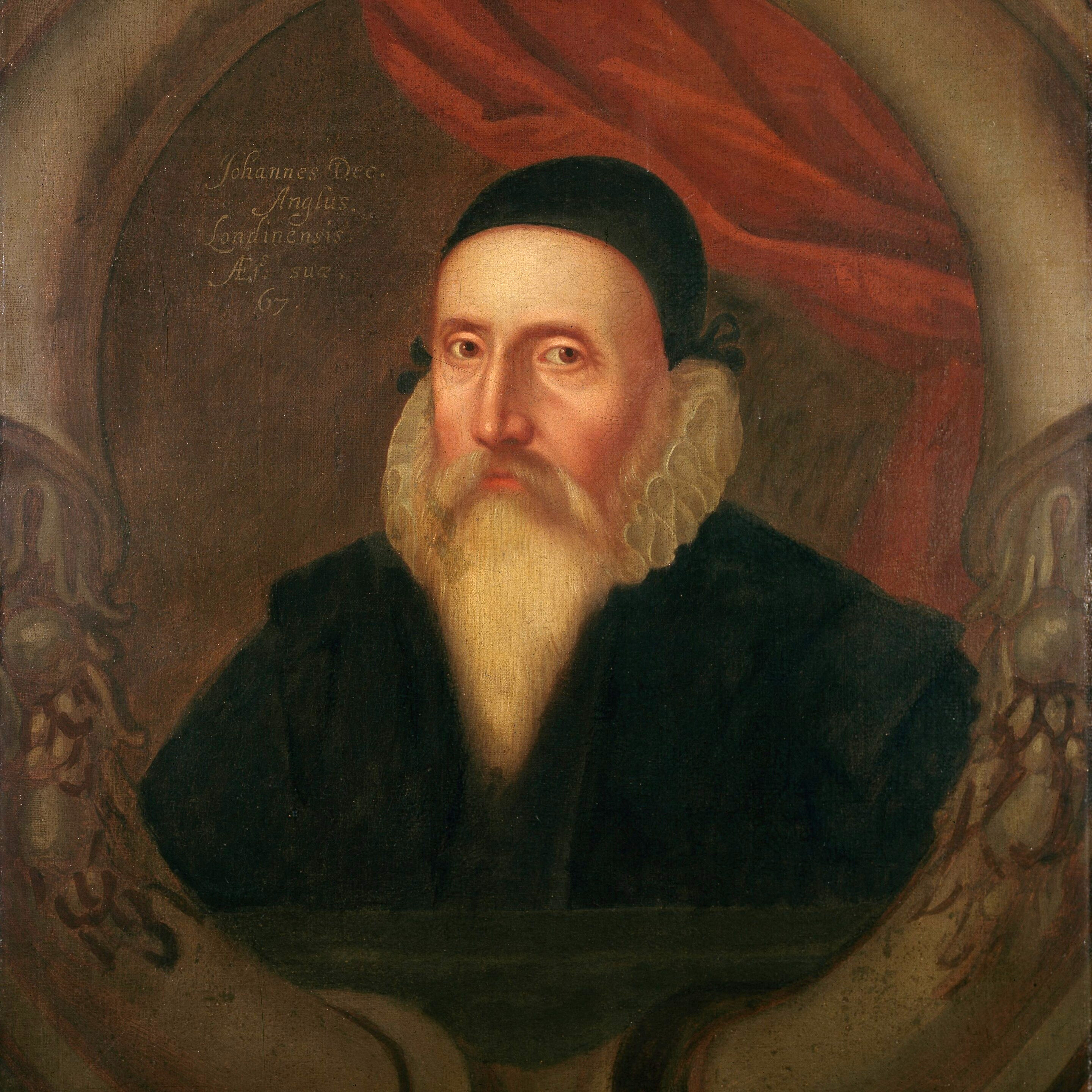
Ein Porträt von John Dee (16. Jahrhundert), Künstler unbekannt. Angeblich zeigt es Dee im Alter von 67 Jahren. Es gehörte seinem Enkel Rowland Dee und später Elias Ashmole, der es der Universität Oxford vermachte.

John Dee (* 13. Juli 1527 in London; † 1608 oder 1609 in Mortlake-Surrey) war ein englischer Mathematiker, Astronom, Astrologe, Geograph und Mystiker. Unter Königin Maria I. wurde Dee der schwarzen Magie, Zauberei und Verrat angeklagt. Nach Marias Tod wurde er von der Thronfolgerin Elisabeth I. zum Hofastrologen und königlichen Berater ernannt. 1564 unterrichtete er Elisabeth I. in Astrologie und beriet ihre führenden Minister Francis Walsingham und William Cecil.
In seinem 1564 veröffentlichten Buch führte er mithilfe der Mathematik, Kabbala und Alchemie die Schöpfung auf eine Einheit aus Punkt, Linie und Kreis zurück.
Dee widmete sich der judäo-christlichen Magie, Astrologie und hermetischen Philosophie und im Bemühen um Kontaktaufnahme mit Engeln assistierte ihm von 1582 bis 1587 das Medium Edward Kelley. Aus dieser Zusammenarbeit ging die henochische Sprache hervor.
Als berühmter Gelehrter widmete er sich technisch-naturwissenschaftlichen, philosophisch-neuplatonischen und esoterischen Studien und hielt bereits in jungen Jahren Vorlesungen an der Universität Paris. Er war führender Experte in Navigation und hat viele derjenigen Engländer ausgebildet, die Entdeckungsreisen über den Atlantik durchführen sollten. In einer von mehreren Abhandlungen, die Dee in den 1580er Jahren schrieb, um britische Erkundungsexpeditionen nach der Suche der Nordwestpassage anzuregen, prägte er den Ausdruck „Britisches Empire“.
Als Anhänger des Neuplatonismus der Renaissance (Hauptvertreter Marsilio Ficino) waren für Dee mathematische Forschungen und Untersuchungen in der hermetischen Magie sowie der Divination nicht unvereinbar, sondern er betrachtete diese Aktivitäten als unterschiedliche Aspekte einer konsistenten Weltanschauung mit der gleichen Aufgabe: der Suche nach einem transzendenten Verständnis der göttlichen Ideen, welche sich hinter der sichtbaren Welt befinden.
Den Gelehrten Frances Yates und Peter French zufolge besaß Dee zu seinen Lebzeiten die größte Bibliothek Englands und eine der größten von Europa.

## Leben und Werk

### Frühes Leben
Dee wurde 1527 als Sohn des wohlhabenden und aus altem Adel stammenden Rowland Dee im Tower Ward (City of London) geboren. Der walisische Familienname Dee soll von walisisch du (‚schwarz‘) abgeleitet worden sein. Dee besuchte die Chelmsford Chantry School und ab 1542 das St John’s College in Cambridge. 1545 erhielt er den Bachelor of Arts. Im Mai 1547 reiste er in die Niederlande, um bei dem Mathematiker und Astronomen Gemma Frisius und dessen Schüler, dem Kartografen Gerhard Mercator, zu studieren. Ausgestattet mit Mercators astronomischen Instrumenten, die er für das Trinity College erwarb, kehrte Dee wenige Monate später nach Cambridge zurück. Der Erwerb solcher Geräte und Karten war von großer Bedeutung für Englands Rolle als aufstrebende Kolonialmacht in Konkurrenz zu Portugal und Spanien.
1548 wurde Dee zum Master of Arts ernannt. Er verließ Cambridge erneut, hielt sich in Frankreich und in Löwen auf. Er studierte in dieser Zeit auch unter anderem Alchemie und die Magia naturalis und erwarb sich einen ausgezeichneten wissenschaftlichen Ruf, der ihm Zugang zu höchsten Kreisen verschaffte. So pflegte er Kontakte zum Herzog von Mantua, zu Johann Capito, dem Leibarzt des dänischen Königs, zu Luis de la Cerda, dem späteren Herzog von Medinaceli, zu Sir William Pickering (1516/17–1575, von 1550 bis 1553 Botschafter in Frankreich) und dem Hofmathematiker Mathias Hacus. 1550 reiste Dee nach Paris, wo er Kontakte zu Adrien Turnèbe, Petrus Ramus, Amarus Ranconet, Jean François Fernel und Pedro Nunes unterhielt. 1552 traf er Gerolamo Cardano in London. Während ihrer Bekanntschaft arbeiteten sie an einem Perpetuum mobile und untersuchten einen Edelstein, dem magische Eigenschaften nachgesagt wurden. Dee hielt Vorlesungen in Paris über Euklid. Seine Reisen führten Dee auch ins Heilige Römische Reich. So brachte er 1564 dem in Duisburg lebenden Kartografen Gerhard Mercator eine Karte mit, die dieser für seine Wandkarte der Britischen Inseln benötigte.
1554 wurde Dee in Oxford ein Lehrstuhl für Mathematik angeboten, den er ablehnte, da in seinen Augen die englischen Universitäten zu sehr auf Rhetorik und Grammatik ausgerichtet seien – diese beiden Fächer bildeten zusammen mit Logik das akademische Trivium –, während die Fächer Philosophie und Wissenschaft, also das weiter fortgeschrittene Quadrivium, das Arithmetik, Geometrie, Musik und Astronomie beinhaltete, vernachlässigt würden. Dee präsentierte Königin Maria I. einen visionären Plan für die Erhaltung alter Bücher, Manuskripte und Aufzeichnungen und schlug 1556 die Gründung einer Nationalbibliothek vor, doch sein Plan fand keine Unterstützung. Stattdessen baute er in seinem Haus in Mortlake eine private Bibliothek auf, indem er ständig Bücher aus England und dem europäischen Kontinent zukaufte. So wurde seine Bibliothek mit rund 4000 Bänden zur größten Sammlung Englands seiner Zeit und zog viele Gelehrte an. 1555 wurde Dee, wie bereits sein Vater, durch das System der Vererbung (Patrimonium) der Zunft Mitglied der Worshipful Company of Mercers (‚Ehrenwerte Zunft der Händler‘).
Im selben Jahr, 1555, wurde er unter der Herrschaft von Maria I. verhaftet und wegen der Ausübung von schwarzer Magie und Zauberei gegen die Königin angeklagt. Der Anklage wurde später der Vorwurf des Verrats an Maria hinzugefügt. Dee erschien vor der Star Chamber und verteidigte sich selbst, wurde aber dem katholischen Bischof Bonner zur religiösen Begutachtung zugewiesen. Dee wurde nach kurzer Haft freigelassen. Später wurde Dee zu einem engen Freund Bonners.

Die mystische Glyphe, deren Bedeutung Dee in seinem Werk Monas Hieroglyphica erklärt

Als Elisabeth I. 1558 den Thron bestieg, ernannte sie ihn zu ihrem engsten Berater in Sachen Astrologie und Wissenschaft. Er erhielt jedoch nie eine Anstellung, die ihm finanzielle Unabhängigkeit sicherte. Er sei auch mit der Wahl von Elisabeths Krönungsdatum betraut gewesen. In den 1550er bis 1570er Jahren diente er als Berater bei Englands Entdeckungsreisen, bot technische Hilfe bei der Navigation und ideologische Unterstützung bei der Gründung des „Britischen Empires“. 1577 veröffentlichte Dee General and Rare Memorials pertayning to the Perfect Arte of Navigation, eine Arbeit, die seine Vision eines maritimen Weltreichs und angeblicher englischer Territorialansprüche an die Neue Welt darlegt.

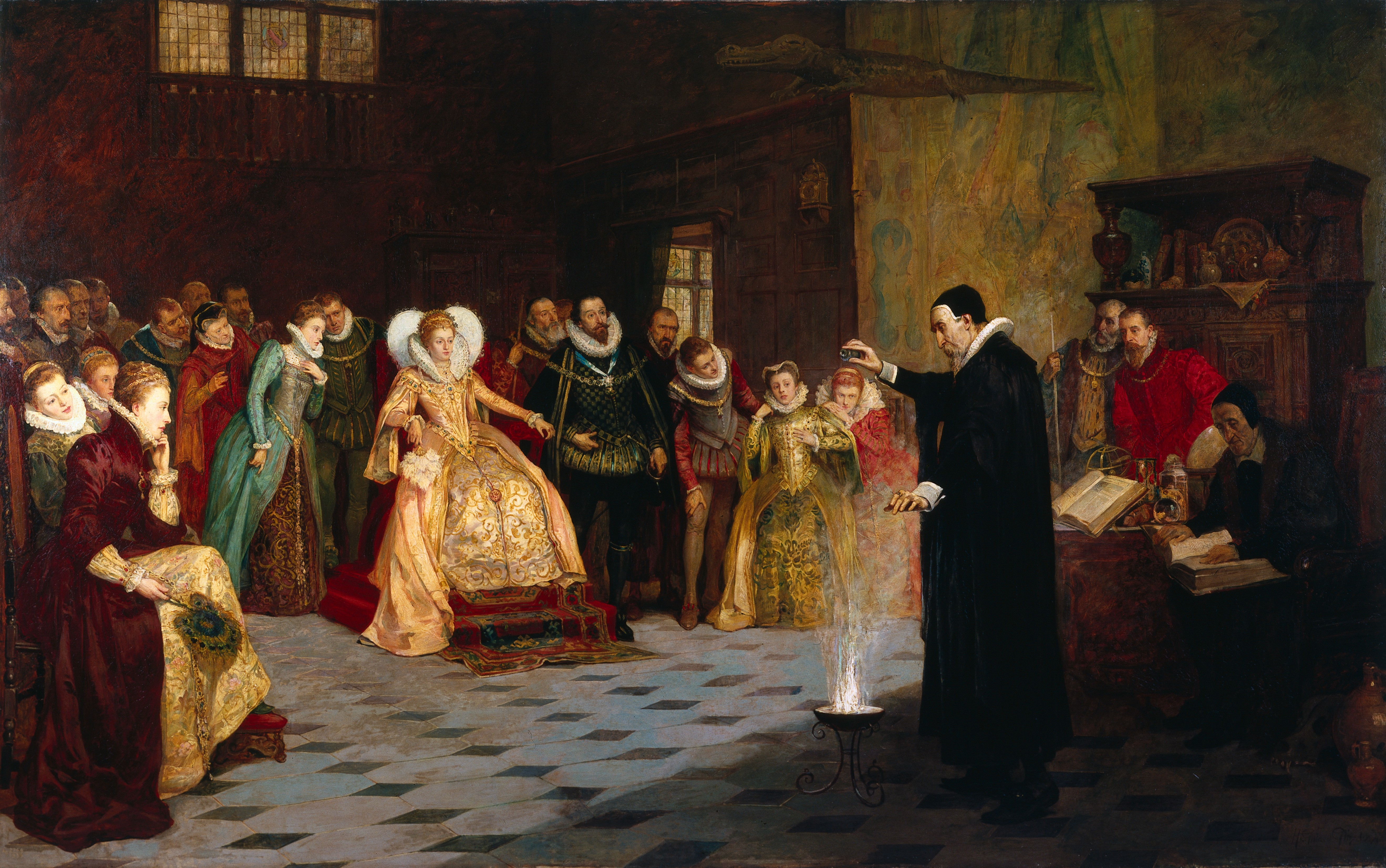
Ölgemälde von Henry Gillard Glindoni, das John Dee bei einem Experiment in Mortlake vor Königin Elisabeth I. zeigt (19. Jahrhundert)

Dee war mit Humphrey Gilbert bekannt und stand Sir Philip Sidney sowie dessen Kreis nahe. Ein Freund und Schüler war der frühe englische Kopernikaner Thomas Digges. Es ist außerdem bekannt, dass Königin Elisabeth I. sein Haus in Mortlake mehrfach besuchte, so 1574, wobei er ihr seinen magischen Kristall zeigte. 1577 trug er ihr in Windsor seine Ansicht zu dem neu aufgetretenen Kometen vor und 1578 beriet er sie in Fragen ihrer Gesundheit und soll auch deshalb nach Deutschland gereist sein. 1580 besuchte ihn die Königin erneut.
1564 veröffentlichte Dee die hermetische Arbeit Monas Hieroglyphica (‚Die hieroglyphische Monade‘), die erschöpfende kabbalistische Interpretation einer Glyphe einzigartigen Aufbaus, mit der die mystische Einheit der gesamten Schöpfung zum Ausdruck gebracht werden sollte. Diese Arbeit wurde von vielen Zeitgenossen Dees hoch geschätzt. In Vorbereitung ihres Drucks soll er auch in Antwerpen gewesen sein.
Er veröffentlichte 1570 ein Mathematical Preface (‚Mathematische Einleitung‘) zu Henry Billingsleys englischer Übersetzung von Euklids Elementen, worin er die zentrale Bedeutung der Mathematik sowie deren Einfluss auf die anderen Künste und Wissenschaften hervorhob. Obwohl eigentlich für den ungebildeten Leser gedacht, erwies es sich als Dees einflussreichstes Werk und wurde häufig nachgedruckt.

### Späteres Leben
In den frühen 1580er Jahren wurde Dee zunehmend unzufriedener, da er wenig Fortschritte beim Erforschen der Geheimnisse der Natur machte, seine Pläne für Entdeckungsfahrten in Nordamerika nicht vorankamen und sein Einfluss am Hof schwand. Er begann sich dem Übersinnlichen zuzuwenden, in dem Bemühen, Weisheit zu erlangen. Er suchte den Kontakt mit Engeln mithilfe eines „Scryers“, respektive Kristallsehers, der als Medium zwischen Dee und den Engeln fungierte.
Wie seine Büchersammlung belegt (deren Katalog bekannt ist), hatte Dee mehr als ein beiläufiges Interesse an Engeln. Er beschäftigte sich sehr mit Angelologie und insbesondere mit der Kommunikation mit Engeln; so sammelte er alle schriftlich überlieferten Gespräche zwischen Mensch und Engel. Er studierte die Gemeinsamkeiten der Engels-Gespräche mit verschiedenen Texten, unter anderem von Ficino, Agrippa von Nettesheim und Johannes Trithemius sowie den weitverbreiteten biblischen Apokryphen und der Pseudepigraphie. Dee war vertraut mit einem der größten Mathematiker seiner Zeit, Gerolamo Cardano, der des Öfteren von seinem Schutzengel sprach. Agrippa ermutigte seine Leser „eine Stimme von oben, eine Stimme die von oben lehrt“ zu suchen. Agrippas Lehrer, Johannes Trithemius, diskutierte in De septem secundeis eine Fernkommunikation basierend auf den sieben klassischen Planeten und deren Engeln „gemäß der Tradition der Weisen des Altertums“. Dee besaß zudem mindestens 16 Werke von Robert Grosseteste, mit dem er ein synergistisches Interesse an Engeln, aber auch der Optik, Mathematik und Astronomie teilte. Alle diese Mathematiker, Kryptographen und Philosophen, die nach eigenen Angaben Offenbarungen durch Engel hatten, kamen darin überein, dass göttliche Boten, Begleiter bei Offenbarungsreisen und Engel der Apokalypse, gängige und vertrauenswürdige Informationsquellen der Patriarchen des Altertums waren.
Seine eigenen ersten Versuche in dieser Richtung stellten ihn nicht zufrieden, aber 1582 traf er auf das Medium Edward Kelley, einen Mann von zweifelhafter Vergangenheit und zweifelhaftem Charakter, der ihn aber mit seinen angeblichen Fähigkeiten in hohem Maße beeindruckte. Dee nahm Kelley in seine Dienste und begann sich ganz den übersinnlichen Zielen zu widmen. Diese „Engelsgespräche“ oder „spirituellen Konferenzen“ waren durchdrungen von intensiver christlicher Frömmigkeit und fortwährenden Perioden der Läuterung, des Gebets und Fastens. Dee war völlig davon überzeugt, dass sie mit den Ergebnissen der Menschheit helfen könnten.  Dee sollen auf diese Weise mehrere Bücher von den Engeln diktiert worden sein, die ihm angeblich die henochische Sprache offenbarten und ein neues magisches System eröffneten. Über die Seancen mit Kelley und die folgenden Reisen mit ihm führte er ein Tagebuch, das erhalten ist. Die protokollierten Gespräche während der Seancen veröffentlichte Méric Casaubon 1659.

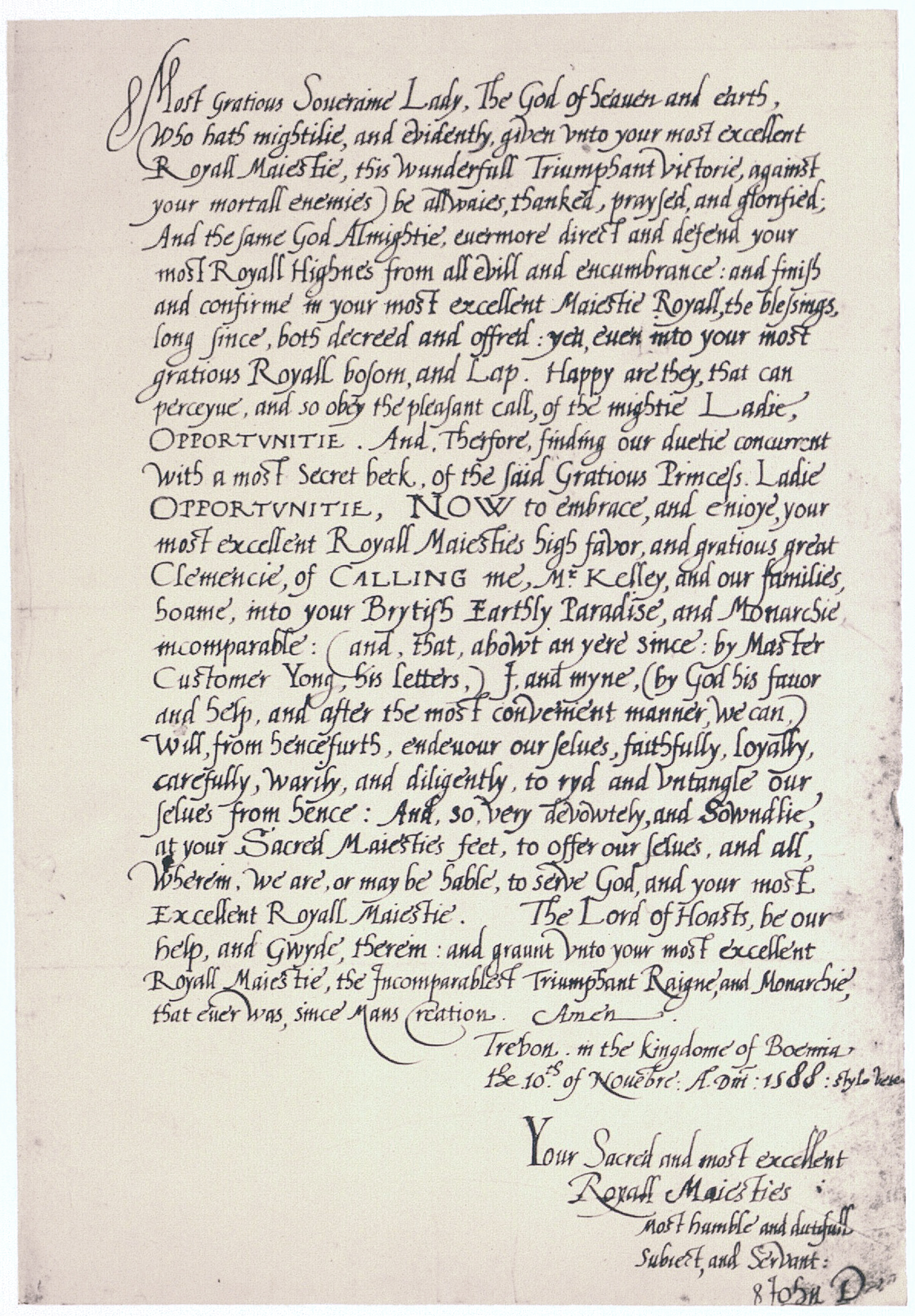
Ein Brief von John Dee an Königin Elisabeth I. aus dem Jahr 1588. London, British Library, Harley 6986, fol. 45r

1583 traf Dee auf den polnischen Edelmann Albrecht Laski (1536–1605), der die Engländer einlud, ihn auf seiner Rückreise nach Polen-Litauen zu begleiten. Nach einigen Rückfragen bei den Engeln über Kelley war Dee bereit, sich auf den Weg zu machen. Dee, Kelley und ihre Familien verließen England im September 1583, zunächst über die Niederlande und Lübeck nach Stettin zum Landgut von Laski und darauf nach Krakau. Laskis Mittel waren allerdings erschöpft und er schlug vor, dass Dee und Kelley sich zu Kaiser Rudolf II. begeben sollten, wo Dee, der einen europäischen Ruf genoss, auch günstig aufgenommen wurde. Kelley gegenüber war der Kaiser dagegen misstrauisch. Nach mehreren Monaten in Prag, wo sie immer noch auf Kosten Laskis lebten, mussten sie die Stadt auf Beschwerde der päpstlichen Gesandten Malaspina und Sega, die sie als Ketzer und Hexer der Inquisition überantworten wollten, hin verlassen. Sie gingen nach Erfurt und Kassel, wo sie aber keine gute Aufnahme fanden, dann wieder nach Krakau, wo sie von König Stephan von Polen anfangs gut aufgenommen wurden und ihm gute Chancen für die Nachfolge von Rudolph II. als Kaiser des Heiligen Römischen Reiches vorhersagten. Aufgrund immer neuer Geldforderungen wurde er ihrer aber bald überdrüssig und sie gingen wieder nach Böhmen, wo sie in Wilhelm von Rosenberg auf dessen Schloss Třeboň in Wittingau einen neuen Förderer fanden.
Zwischen Dee und Kelley war es zunehmend zu Spannungen gekommen. Hinzu kam, dass Kelley, der skrupelloser als der in seinem Glauben an Spiritismus naive Dee war, auch selbständig als Alchemist und vorgeblicher Goldmacher bei Rosenberg und darüber hinaus Erfolg hatte – auch Königin Elisabeth I. und Rudolph II. interessierten sich für ihn – und möglicherweise Dee loswerden wollte. Zum Bruch kam es, nachdem ihm Kelley, der Dee zunächst mit vorgebrachten Trennungsabsichten beunruhigt hatte, während einer Seance in Wittingau 1587 mitteilte, der Engel Uriel habe angeordnet, die zwei Männer sollten ihre Frauen tauschen. Nach dem Tagebuch scheinen Dee und seine Frau auch zunächst widerstrebend eingewilligt zu haben, kurz darauf trennten sich aber ihre Wege und Dee ging zurück nach England.

### Die letzten Jahre
1589 kehrte er nach England zurück, wo er seine Bibliothek ruiniert vorfand, viele seiner Bücher und Instrumente waren während seiner Abwesenheit gestohlen worden. Er ersuchte Elisabeth um Unterstützung, die ihn schließlich 1592 zum Rektor des Christ’s College in Manchester (inzwischen Manchester Grammar School) ernannte. Jedoch wurde er weithin als Schwarzmagier geschmäht, er hatte deshalb nur geringen Einfluss auf seine Untergebenen und man versuchte ihn abzusetzen. In der Zwischenzeit war Elisabeth gestorben und Jakob I. ihr auf den Thron gefolgt, der für seine Hexenverfolgungen bekannt war und von dem Dee keinerlei Hilfe zu erwarten hatte. Als Dee sich dennoch 1604 an ihn um Hilfe wegen der gegen ihn erhobenen Anklagen wandte, wies dieser ihn denn auch prompt ab. So verbrachte er seine letzten Jahre in Armut und verstarb Ende 1608 oder Anfang 1609 in Mortlake. Sowohl das Sterberegister als auch Dees Grabstein sind verloren gegangen.

### Privatleben
Dee war dreimal verheiratet und hatte acht Kinder. Sein ältester Sohn war Arthur Dee. Über ihn schrieb Dee einen Brief an den Direktor der Westminster School, bezüglich der Sorgen der Eltern über Internatsschüler. Arthur war ebenfalls ein Alchemist und hermetischer Autor. 
John Aubrey beschrieb Dee folgendermaßen: „Er war groß und schlank. Er trug einen Umhang ähnlich einem Künstlerumhang, mit hängenden Ärmeln und einem Schlitz […] Einen sehr schönen, klar lebendigen Teint […] einen langen Bart so weiß wie Milch. Ein sehr gutaussehender Mann.“
Das UK Antarctic Place-Names Committee benannte ihm zu Ehren am 31. August 1962 den Dee-Piedmont-Gletscher in der Antarktis nach ihm.

## Leistungen

### Religiosität
Dee war ein intensiv frommer Christ, aber seine Religiosität wurde von den hermetischen und platonisch-pythagoräischen Doktrinen tiefgreifend beeinflusst, die in der Zeit der Renaissance weitverbreitet waren. Er glaubte, die Basis aller Dinge und der Schlüssel zur Weisheit seien Zahlen; Gottes Schöpfung sei ein Akt des Zählens.
Der Hermetik entnahm er den Glauben an das Potential des Menschen, ein Gott zu sein, und er glaubte, die göttlichen Kräfte könnte man mit Mathematik kontrollieren. Seine kabbalistische Engelsmagie (die hochgradig numerologisch ist) und seine Arbeiten an praktischer Mathematik (etwa Navigation) sah er als verherrlichte und irdische Enden desselben Spektrums, und nicht etwa als widersprüchlich an. Sein größtes Ziel war es, zu einer vereinigten Weltreligion beizutragen, durch die Überbrückung des Bruchs zwischen den katholischen und protestantischen Kirchen und die Wiedererlangung der reinen Theologie des Altertums.

## Bibliothek

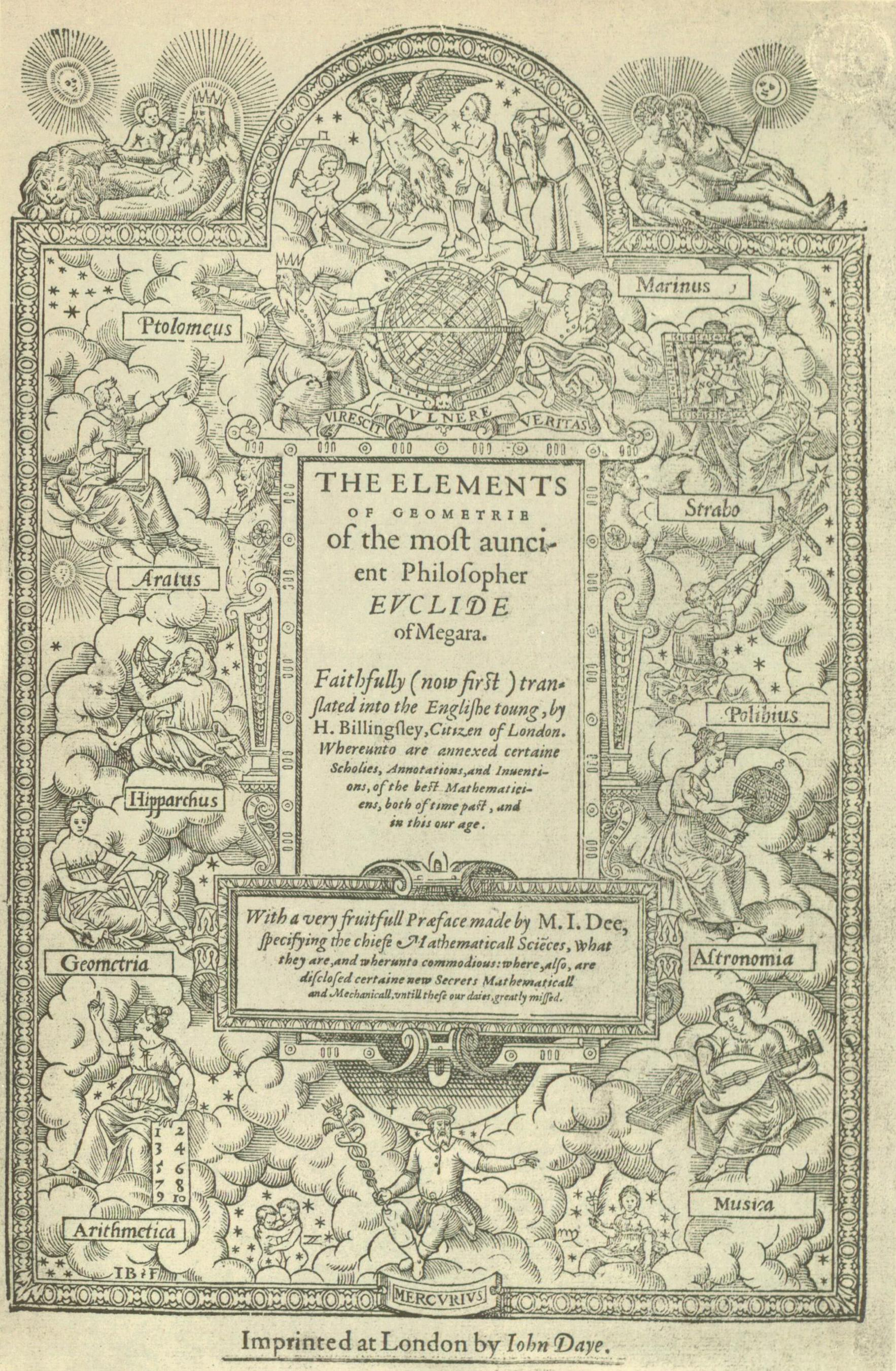
Titelblatt von Henry Billingsleys englischer Übersetzung der Elemente, mit einem Vorwort Dees (1570)

Seine eigene Bibliothek in Mortlake war die größte des Landes und galt als eine der auserlesensten in ganz Europa, vielleicht nur übertroffen von jener de Thous. Neben seinen Leistungen als astrologischer, wissenschaftlicher und geografischer Berater für Elisabeth I. und ihren Hof war er auch ein früher Vertreter für die britische Kolonisierung Amerikas und ein Visionär eines sich über den Nordatlantik erstreckenden britischen Empires. Den Anspruch darauf untermauerte er mit mythologischen Argumenten, so mit der angeblichen Ausdehnung des Reichs König Arthurs bis nach Grönland und Russland. Auch befestigte er den Mythos der trojanischen Herkunft der Tudors und den Kult um die jungfräuliche Königin Elisabethe, der um 1580 entstand.

### Mathematik, Kartografie und Kalender
Dee förderte die Wissenschaft der Navigation und Kartografie. Er studierte mit Gerhard Mercator und besaß eine wichtige Sammlung von Landkarten, Globen und astronomischen Instrumenten. Er entwickelte sowohl neue Instrumente als auch spezielle Navigationstechniken für den Gebrauch in Polarregionen. Dee diente als Berater für Englands Entdeckungsreisen und wählte persönlich „Piloten“ (Navigatoren) aus, um sie in Navigation auszubilden. Er prägte den Begriff Embadometrie.
Er glaubte, dass Mathematik (welche er als mystisch verstand) zentral war für den Fortschritt des menschlichen Lernens. Die Zentralität der Mathematik in seiner Vision lässt ihn in diesem Bereich anschlussfähiger an die Moderne erscheinen als den Gelehrten Francis Bacon, wenngleich Dees Verständnis der Mathematik radikal von der heutigen Auffassung abwich.
Seine wahrscheinlich am längsten nachwirkende praktische Errungenschaft war die Förderung der Mathematik außerhalb der Universitäten. Sein Mathematical Preface zu Euklid diente dazu, das Studium und die Anwendung der Mathematik bei Menschen ohne universitäre Ausbildung zu fördern. Es wurde sehr populär und einflussreich unter den „mecanicians“, der neuen und im Aufsteigen begriffene Klasse der technischen Meister und Handwerker. Dees Einleitung demonstrierte mathematische Prinzipien, die die Leser selbst nachvollziehen konnten.
Dee war ein Freund von Tycho Brahe und war vertraut mit der Arbeit von Nikolaus Kopernikus. Viele seiner astronomischen Kalkulationen beruhen auf dem kopernikanischen Weltbild, doch unterstützte er die heliozentrische Theorie nie öffentlich. Zwar wandte Dee dieses Wissen beim Problem der Kalenderreform an, seine Empfehlungen verwarf man jedoch aus politischen Gründen.

### Überlieferte Besitztümer Dees

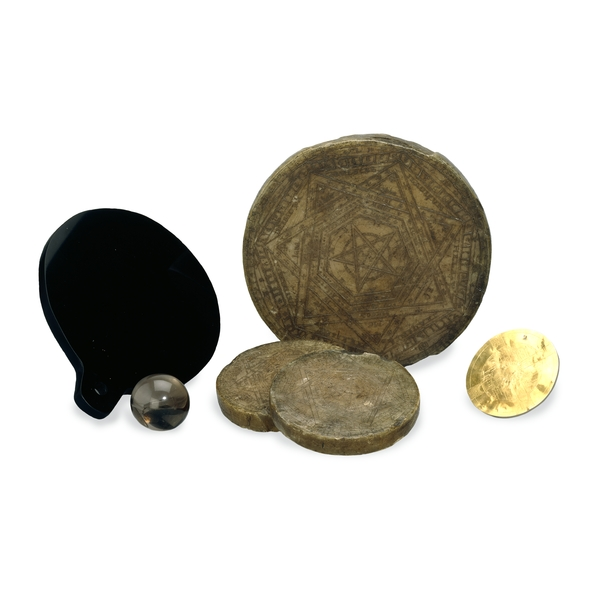
Objekte, die Dee bei seiner Magie verwendete, ausgestellt im Britischen Museum

Das British Museum beherbergt mehrere Gegenstände, die John Dee gehörten und in Verbindung gebracht werden mit seinen sogenannten Engelsgesprächen:
- Dees Spiegel, ein Azteken-Kultobjekt aus hochpoliertem Obsidian (Vulkanglas), in der Form eines Handspiegels; im Durchmesser 18,4 cm, und nach Europa gebracht in den späten 1520er Jahren. Den Spiegel erwarb 1771 Horace Walpole.
- Ein großes und gut erhaltenes Wachssiegel, das sogenannte Sigillum Dei Æmeth, welches als Sockel für den „Schaustein“ benutzt wurde.
- Zwei kleinere Versionen des oben angesprochenen Wachssiegels, die die Beine seines „Heiligen Tisches“ stützten.
- Ein goldenes Amulett in Form einer Scheibe, graviert mit einer Darstellung von Kelleys Vision der vier Wachtürme am 20. Juni 1584 in Krakau, die Dee für besonders wichtig erachtete. Die Scheibe wiegt 38,25 Gramm, hat einen Durchmesser von 8,8 cm und besteht aus einer Rotgold-Legierung (90 % Au und 10 % Cu). Die Scheibenoberfläche wurde durch einen chemischen Prozess hochwertig veredelt. In das äußere eingravierte Kreisband der Scheibe wurde ein Loch ausgestanzt, was offenbar der leichteren Handhabung diente. Die Scheibe wurde aber erst nach Dees Rückkehr in seiner Heimat angefertigt, wie das Zeichen eines Londoner Goldschmiedes auf ihr belegt.
- Eine Kristallkugel, sechs Zentimeter Durchmesser. Dieses Stück lag viele Jahre unbeachtet in der Mineraliensammlung; möglicherweise gehörte es Dee, aber die Herkunft dieses Objekts ist weniger gewiss als die der anderen.

Im Dezember 2004 wurde der Schaustein samt der dazugehörigen und mitausgestellten Anleitung für seinen Gebrauch (geschrieben von Nicholas Culpeper, Mitte 17. Jahrhundert) aus dem Science Museum in London entwendet. Die Ausstellungsstücke konnten kurz danach wiedererlangt werden.
Dee wird manchmal im Zusammenhang mit dem Voynich-Manuskript genannt. Wilfrid Michael Voynich, der das Manuskript 1912 kaufte, hat angedeutet, dass das Manuskript vielleicht in Dees Besitz war, und er es an Rudolf II. verkaufte. Jedoch hatte Dee weit weniger Kontakte mit Rudolf II. als früher angenommen, und Dees Tagebücher geben keinen Aufschluss über einen derartigen Verkauf. Es ist jedoch bekannt, dass Dee ein anderes verschlüsseltes Buch, das Buch Soyga, besaß.

## Rezeption in Literatur und Musik

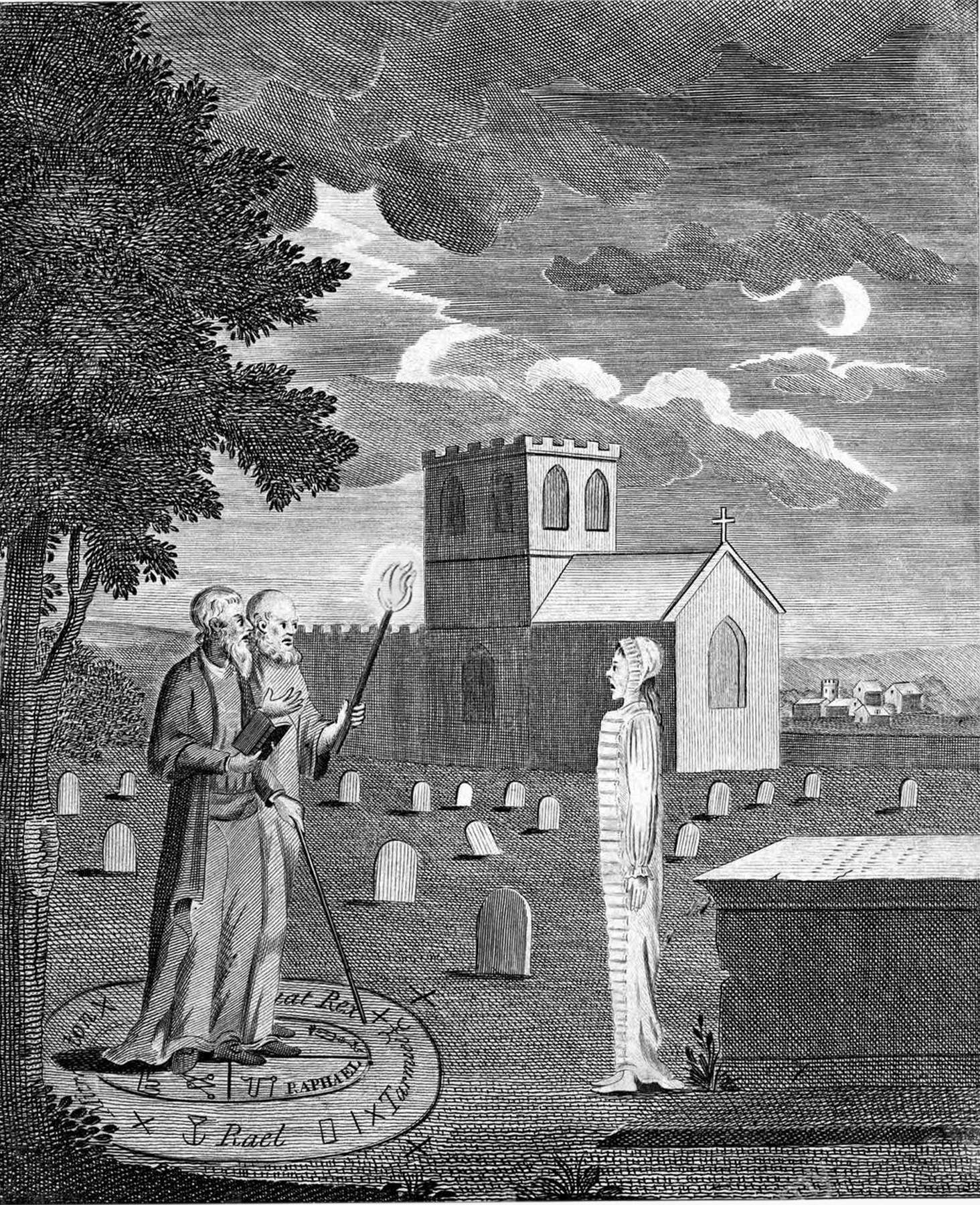
Fiktive Darstellung, auf der John Dee und Edward Kelley einen Geist herbeirufen

John Dee soll William Shakespeare als Vorbild für die Figur des Prospero in Der Sturm (1623) gedient haben. In neuerer Zeit spürte Gustav Meyrink dem Leben des John Dee in seinem esoterischen Schlüsselroman Der Engel vom westlichen Fenster (1926) auf ungewöhnliche Weise nach. In dem von H. P. Lovecrafts Kurzgeschichte The Call of Cthulhu (1928) inspirierten Cthulhu-Mythos gilt Dee als derjenige, der das Zauberbuch Necronomicon ins Englische übersetzte.
Jüngst hat Umberto Eco in seinem Foucaultschen Pendel (1988) der Figur des John Dee eine besondere Bedeutung zugewiesen. Im Roman Maxie’s Demon (1997) von Michael Scott Rohan ist er eine der Hauptfiguren. Der Schriftstellerin Mary Hoffman diente Dee als Vorbild für den Naturphilosophen William Dethridge in ihrer Romanreihe Stravaganza (2002). In dem Science-Fiction-Roman Die Philosophen der Rundwelt. Mehr von den Gelehrten der Scheibenwelt (Originaltitel The Science of Discworld II – The Globe, 2002) von Terry Pratchett, Ian Stewart und Jack Cohen gelangen die Zauberer der Unsichtbaren Universität durch Dees Bibliothek, die durch den „L-Raum“ mit der Scheibenwelt verbunden ist, in unsere Welt, um uns vor dem Einfluss der Elfen zu schützen.
In der Romanreihe des irischen Schriftstellers Michael Scott um den Unsterblichen Alchemysten (Originaltitel The Alchemyst: The Secrets of the Immortal Nicholas Flamel, 2007) tritt John Dee als Gegenspieler Nicolas Flamels und dessen Frau auf. In Im Haus des Zauberers (At the House of the Magician, 2007) und In königlichem Auftrag (By Royal Command, 2010) von Mary Hooper spielt Dee eine der Hauptpersonen. Auch in deutschen Romanreihen, wie zum Beispiel der Lycidas-Reihe (ab 2004) von Christoph Marzi, ist John Dee eine tragende Figur. In diesen Romanen wird unterstellt, dass John Dee niemals gestorben sei, vielmehr später als John Milton aufgetreten sei und in der heutigen Zeit als Lycidas (= Luzifer, Lichtbringer) ein treuer Gehilfe sei. Auch wird er in der Reihe von Jugendromanen unter dem Titel Die Kronos-Geheimnisse (ab 2009) von Marie Rutkoski und in Die Apokalypse des Blutes, Band 3 der Order of the Sanguines Trilogy (2012–15) von James Rollins, erwähnt.
In dem Iron-Maiden-Lied The Alchemist von dem Album The Final Frontier (2010) wird über das Treffen von John Dee und Edward Kelley und den Übergang von Magie und Wissenschaft gesungen (2010, EMI-Records).

## Schriften
- Monas Hieroglyphica, Antwerpen: Gulielmus Silvius 1564, Nachdruck Frankfurt 1592
  - auch in Theatrum Chemicum 1659
  - Übersetzung von J. W. Hamilton Jones: The hieroglyphic monad, London 1847 und C. H. Josten A translation of John Dee´s „Monas Hieroglyphica“, Ambix, Band 12, 1964, S. 83–221
- De Trigono, 1565
- Testamentum Johannis Dee Philosophi Summi ad Johannem Gwynn, transmissum 1568
  - Auch in Theatrum Chemicum Britannicum 1652
- Mathematical Preface, in Henry Billingsley (Übersetzer): The Elements … of Euclide, 1570
- An Account of the Manner in which a Certayn Copper-smith in the Land of Moores, and a Certayn Moore Transmuted Copper to Gold, 1576
- Prefatory Verses to The Compound of Alychymy by George Ripley, set forth by Ralph Rabbards, London 1591
- Wayne Shumaker (Hrsg.): John Dee on Astronomy. Propaedeumata Aphoristica (1558 and 1568), Latin and English. University of California Press, Berkeley 1978, ISBN 0-520-03376-0

Postum erschienen:
- Roger Baconis Epistola de Secretis operibus artis & naturæ, & de nullitate Magiæ. Opera Johannis Dee, è pluribus exemplaribus castigata olim, in Deutsches Theatrum Chemicum, Band 3, 1732 (Kommentar zu Roger Bacon, zuerst in Hamburg gedruckt[8])
- A True and Faithful Relation of What Passed for Many Years Between Dr. John Dee … and Some Spirits…. London, 1659 (Meric Casaubon, Herausgeber). Reprint, Askin, 1974.
- Edward Fenton (Hrsg.): The diaries of John Dee, Oxford, Day Books 1998
- J. O. Halliwell (Hrsg.): The Private Diary of Dr. John Dee, and the Catalogue of His Library of Manuscripts. London: Camden Society, 1842.

Seine Schriften zu Navigation und Navigationsinstrumenten wurden nicht veröffentlicht und sind größtenteils verschollen.